# Huajambe Alto
Huajambe Alto es un caserío peruano ubicado en el distrito de Canchaque, perteneciente a la provincia de Huancabamba del departamento de Piura, al norte del Perú. 

## Ubicación
Huajambe Alto se ubica al noroeste de la provincia de Huancabamba, en el distrito de Canchaque, en el departamento de Piura.

## Demografía
En 2017 Huajambe Alto tenía una población de 147 habitantes.
| Gráfica de evolución demográfica de Huajambe Alto entre 1993 y 2017 |
|                                                                     |
| Fuentes: Población 1993 (junto con Huajambe Bajo) y 2017            |